# El Poblado de Boquerón
El Poblado de Boquerón ("insediamento di Boquerón") è un villaggio costiero che rappresenta il centro o il principale nucleo urbano di Boquerón, una circoscrizione di Cabo Rojo, Porto Rico, situato a nord-est dell'omonima baia. Il villaggio è una delle principali destinazioni turistiche ed è rinomato a Porto Rico per la sua gastronomia, le rimesse per barche, la spiaggia, la vita notturna e la sua sfilata annuale dell'orgoglio.

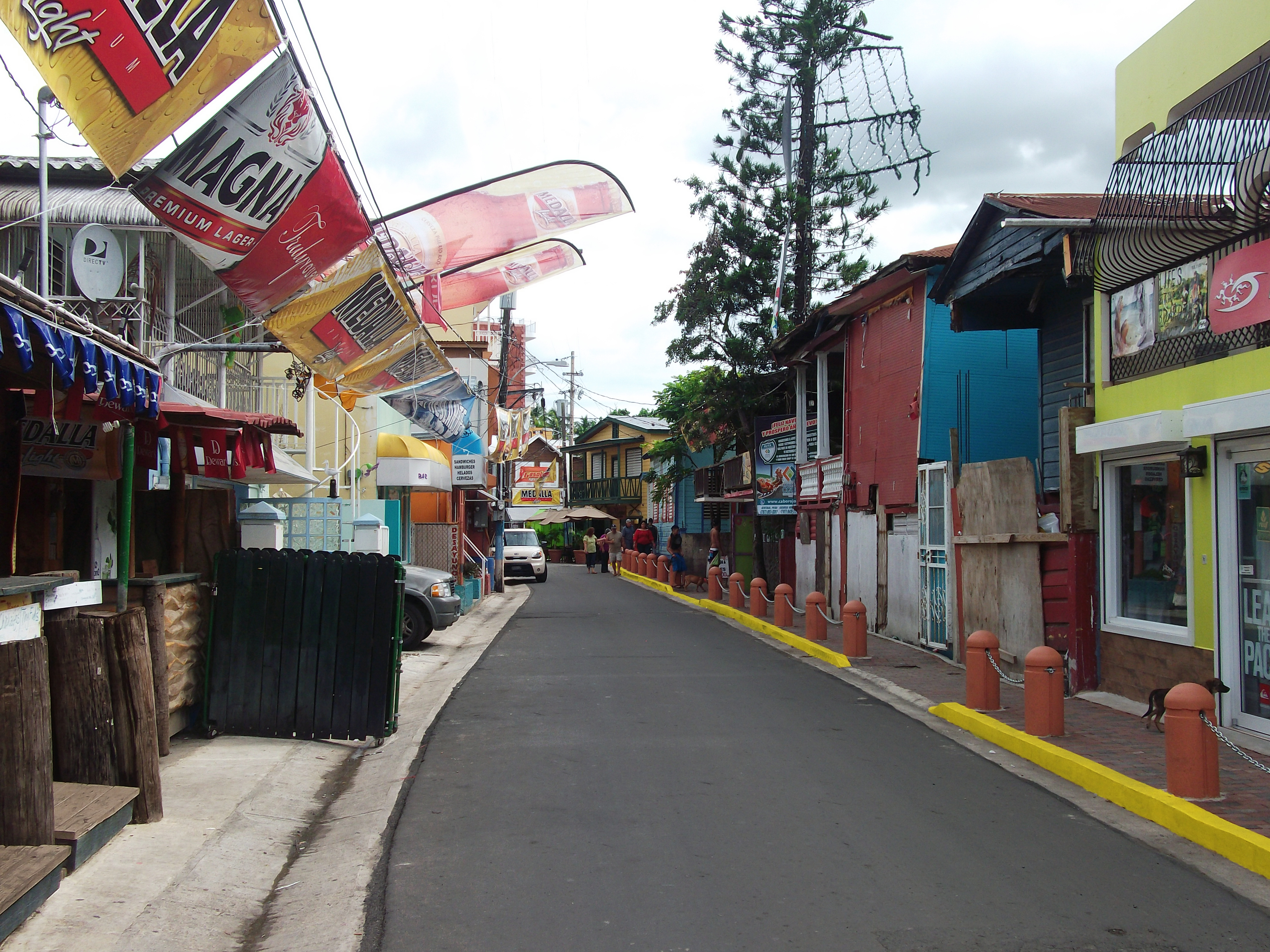